# 浑水海水库
浑水海水库是中国云南省大理白族自治州祥云县祥城镇海坝村的一座水库，位于金沙江水系渔泡江支流中河上游。始建于明万历后期，民国时期，扩建为小（一）型规模。1956-1957年，扩建为中型水库。水库正常库容为1654万立方米，集雨面积为6平方千米，海拔为2011.41米。蓄水主灌祥城坝区，部分注入云南驿坝区和乔甸坝区，设计灌溉面积2.5万亩，实灌面积1.94万亩。